# Coroação de Carlos III do Reino Unido
A coroação de Carlos III e sua esposa, Camila, como rei e rainha do Reino Unido e dos outros reinos da Commonwealth foi o ponto alto simbólico da sua ascensão. O rei Carlos III sucedeu ao trono em 8 de setembro de 2022, após a morte da rainha Isabel II. A coroação foi uma ocasião de Estado, que aconteceu em 6 de maio de 2023, na Abadia de Westminster, marcando formalmente a ascenção de Carlos III ao trono britânico. A cerimônia foi curta e mais inclusiva no que diz respeito a religiões e comunidades.
É a primeira coroação de um monarca britânico a acontecer no século XXI e a 40.ª que ocorre na Abadia de Westminster desde 1066.

## Antecedentes
O rei tornou-se Sua Majestade Carlos III, pela Graça de Deus, Rei do Reino Unido da Grã-Bretanha e da Irlanda do Norte e de Seus outros Reinos e Territórios, Chefe da Commonwealth, Defensor da Fé imediatamente após a morte de sua mãe, Isabel II do Reino Unido, em 8 de setembro de 2022. Ele foi proclamado rei pelo Conselho de Adesão do Reino Unido em 10 de setembro, que foi seguido por proclamações em outros reinos da Comunidade de Nações. Devido à idade avançada de Isabel II, a coroação de Carlos foi planejada por anos sob o codinome Operação Orbe Dourada. Durante o reinado de Isabel, as reuniões de planejamento para a Operação Orbe Dourada eram realizadas pelo menos uma vez por ano com a presença de representantes do governo, da Igreja da Inglaterra e da equipe da Clarence House.

## Agendamento
Como a preparação para a cerimônia leva tempo, era de conhecimento comum desde o princípio que a coroação “não deveria ocorrer por vários meses”; a coroação de Isabel II em 1953 foi realizada 16 meses após sua adesão pois os cortesãos não estavam preparados para a repentina morte de Jorge VI, o que não era necessariamente o mesmo cenário para Isabel e Carlos, visto que Operação Orbe Dourada levava em consideração a sua idade avançada e saúde em declínio nos meses que antecederam a sua morte. O Palácio de Buckingham também queria garantir que haveria tempo suficiente para lamentar a morte da antecessora de Carlos antes de realizar uma cerimônia alegre.
É esperado que um comitê composto por conselheiros privados seja nomeado para organizar a coroação, e embora ainda não tenha sido formalmente proclamado, na Câmara dos Comuns em 17 de novembro de 2022, o membro do parlamento Andrew Selous confirmou a sua existência, afirmando que o “Arcebispo da Cantuária, o Conde Marechal e o Comitê de Coroação estão planejando o serviço”.
Era esperado que a coroação de Carlos deveria ocorrer na primavera ou verão do hemisfério norte em 2023, sendo especulada a data de 2 de junho, o 70.º aniversário da coroação de sua mãe, mas o Palácio de Buckingham anunciou posteriormente que a data escolhida foi 6 de maio de 2023, possivelmente em homenagem a data em que seu bisavô, Jorge V, subiu ao trono, e o mês de maio também contemplou o coroação de seus avós maternos, o rei Jorge VI e a rainha consorte Isabel.

## Planejamento

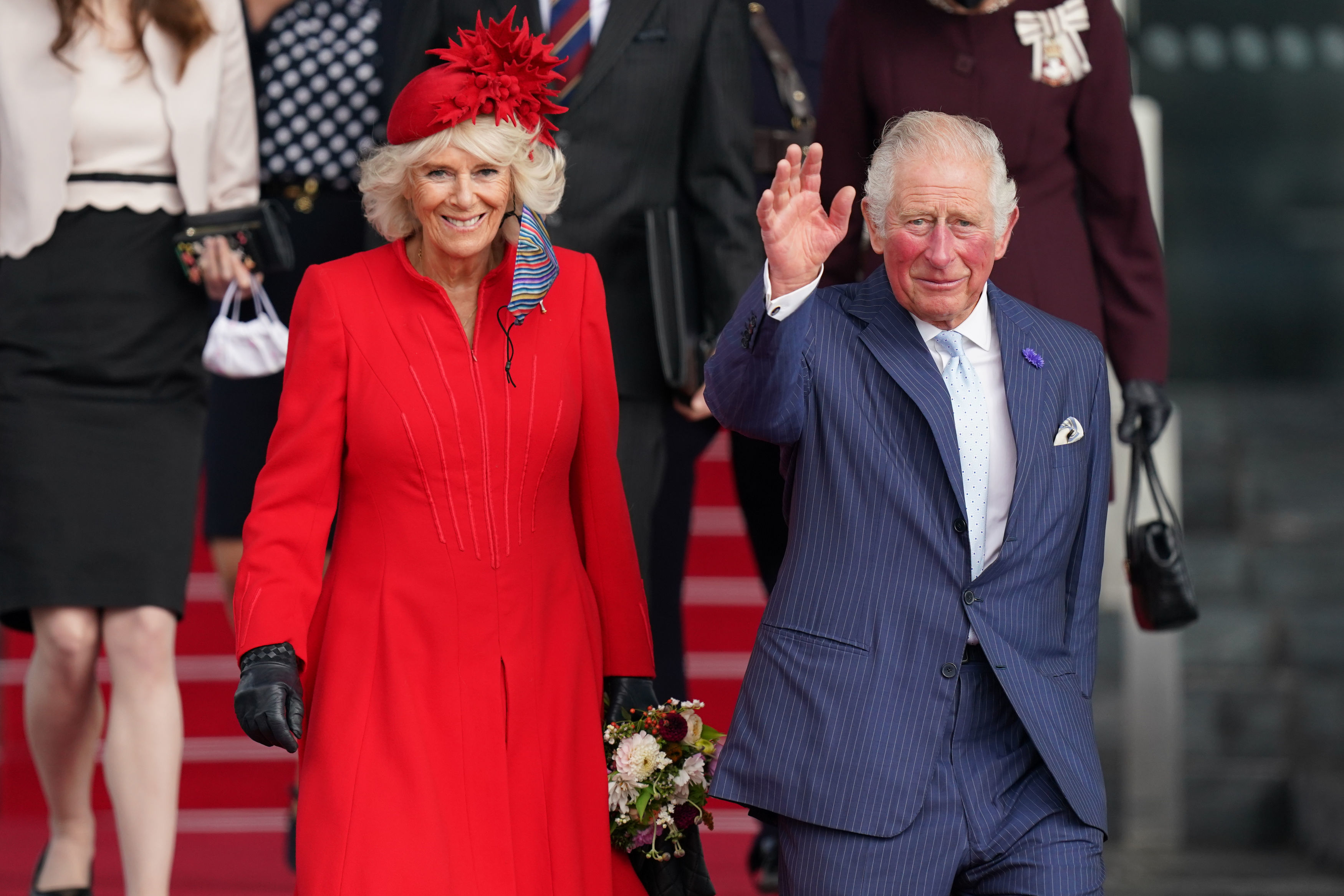
O então Príncipe de Gales e a então Duquesa da Cornualha durante sessão de abertura do Senedd Cymru em junho de 2021. Carlos foi o mais longevo herdeiro britânico a assumir o trono.

Carlos III, de 73 anos de idade, é conhecido por vislumbrar uma monarquia enxuta, cortando, assim, gastos desnecessários com membros da realeza que não trabalham para a Coroa e focando mais objetivamente nas caridades, e sua coroação é, consequentemente, esperada para ser mais simples e, também devido à sua idade, mais curta que a de sua mãe. É conhecido que Carlos III expressou um desejo que sua coroação, um serviço da Igreja da Inglaterra, seja mais representativo de diferentes crenças e comunidades étnicas, uma preocupação que é presente em suas obras de caridade desde 1976 com o Prince’s Trust.
Em outubro de 2022, a data da coroação de Carlos e Camila foi anunciada pelo Palácio de Buckingham: 6 de maio de 2023 na Abadia de Westminster. A data escolhida é uma possível homenagem aos 112 da ascensão de seu bisavô, Jorge V, ao trono britânico, e aos 85 anos da coroação de seus avós maternos, Jorge VI e Isabel, que aconteceu em 12 de maio. Em novembro, o governo proclamou que um feriado bancário extra ocorreria em 8 de maio de 2023, dois dias após a coroação, visto que a celebração ocorrerá em um sábado.
O Duque de Norfolk, por tradição, é o encarregado de organizar o evento como Conde Marechal. O atual Conde Marechal é Edward Fitzalan-Howard, 18.º Duque de Norfolk. Apesar de não haver sido declarado publicamente pelo Palácio de Buckingham, Andrew Selous, membro do parlamento britânico, afirmou na Câmara dos Comuns em 17 de novembro de 2022 que o “Arcebispo da Cantuária, o Conde Marechal e o Comitê de Coroação estão planejando o serviço”.

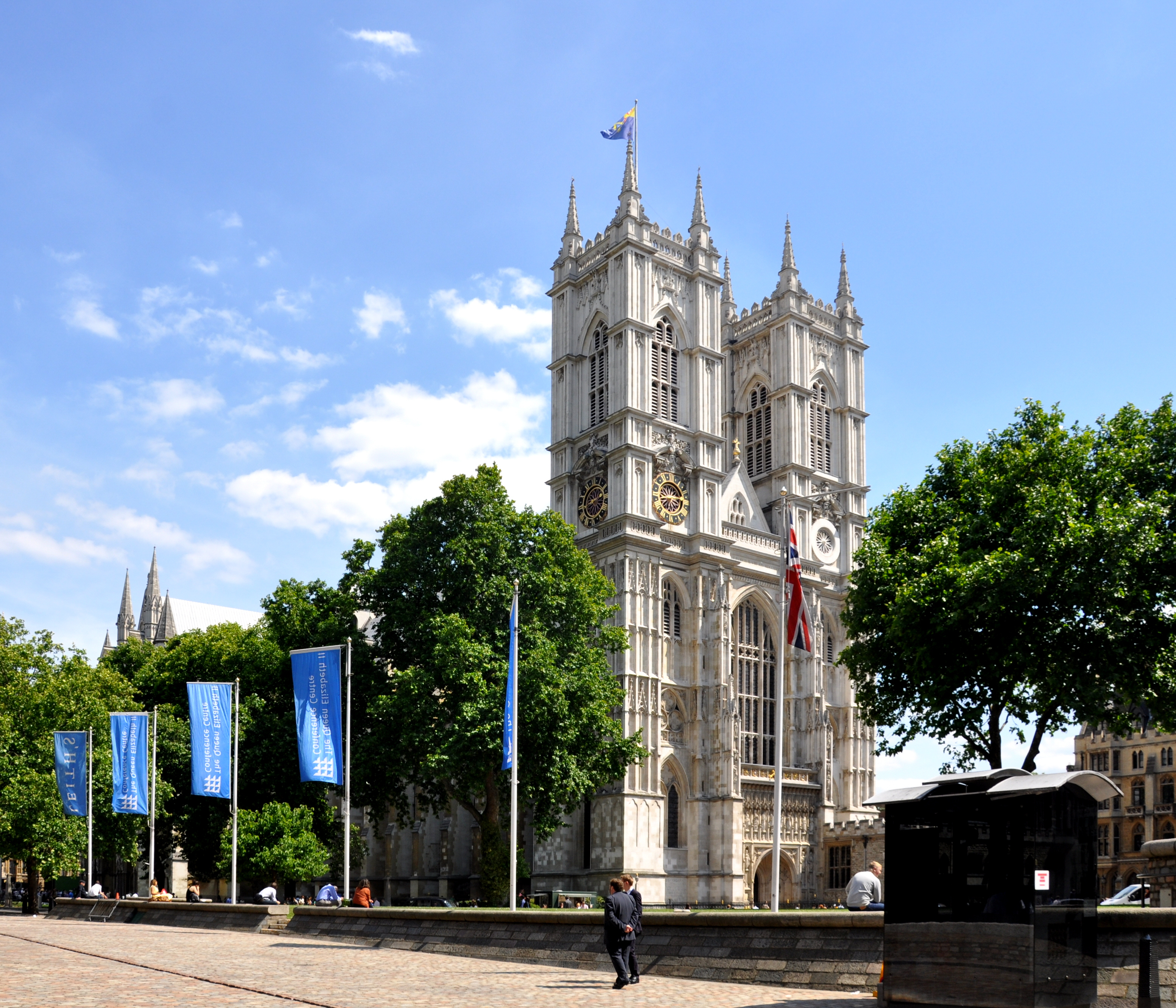
A Abadia de Westminster sedia as cerimônias de coroação das Ilhas Britânicas desde Guilherme I em 1066.

Um juramento de coroação é exigido por estatuto; a unção, a entrega do orbe e a entronização também devem ser realizadas. A Coroa de Santo Eduardo, que foi removida da Torre de Londres para redimensionamento em dezembro de 2022, deve ser usada para coroar o rei. Carlos III também usará a Coroa Imperial do Estado durante a cerimônia. O Ambiente Histórico da Escócia anunciou em setembro de 2022 que a Pedra da Coroação, também conhecida como Pedra de Scone, seria transferida da Sala da Coroa do Castelo de Edimburgo para Londres para a coroação na Abadia de Westminster a retornaria ao castelo após a cerimônia.

Quando Carlos se casou com ela em 2005, foi declarado pela Clarence House que Camila não assumiria o título de Rainha após sua ascensão, apesar do Parlamento Britânico declarar que o casamento não era morganático, essa ação se daria por conta da baixa popularidade do casal na época do casamento. Em fevereiro de 2022, durante uma declaração pessoal de Isabel II, onde a mesma refletia sobre os seus 70 anos de reinado, a rainha reinante declarou seu “sincero desejo” de que Camila fosse reconhecida como Sua Majestade a Rainha Consorte após a ascensão de Carlos, que aconteceu sete meses depois:
Este aniversário também me dá tempo para refletir sobre a boa vontade demonstrada a mim por pessoas de todas as nacionalidades, credos e idades neste país e ao redor do mundo ao longo desses anos. Gostaria de expressar meus agradecimentos a todos pelo apoio. Eu permaneço eternamente grata e honrada pela lealdade e carinho que vocês continuam a me dar. E quando, na totalidade do tempo, meu filho Carlos se tornar Rei, sei que vocês darão a ele e à esposa dele, Camila, o mesmo apoio que me deram; e é meu sincero desejo que, quando chegar a hora, Camila seja reconhecida como Rainha Consorte enquanto continua seu próprio serviço leal.
 No entanto, Camila foi coroada juntamente com Carlos como rainha do Reino Unido.
Como uma ocasião de Estado, assim como as posses de presidentes em repúblicas federativas, a coroação é paga pelo governo. O governo britânico também decide a lista de convidados, como acontece também nos casamentos dos monarcas e do Príncipe de Gales, que incluirá membros da família real britânica, o primeiro-ministro britânico, representantes das casas do parlamento, realeza estrangeira e chefes de Estado. Apesar de não ter sido oficialmente confirmado, é especulado que ao invés dos 8.000 convidados que estiveram presentes na coroação de Isabel II, apenas 2000 pessoas sejam convidadas por questões de saúde e seguranças.
Após a cerimônia, Carlos e Camila devem seguir em procissão de carruagem até ao Palácio de Buckingham, onde irão aparecer na sacada do palácio. Devido aos planos de Carlos para reduzir a monarquia, é esperado que apenas os membros que trabalham para a Coroa e os filhos do herdeiro apareçam junto com o Rei e a Rainha na sacada, sendo assim, as únicas presenças confirmadas são de seu filho Guilherme, Príncipe de Gales, sua nora Catarina, Princesa de Gales, e os filhos de Guilherme e Catarina, príncipe Jorge de Gales, princesa Carlota de Gales e príncipe Luís de Gales.
Foi relatado que, ao contrário das coroações anteriores onde todos os duques reais deveriam jurar lealdade ao monarca separadamente, apenas o Príncipe de Gales prestará sua homenagem pessoal e lealdade ao rei, enquanto os outros pares reais farão em grupo juntamente com o restante da congregação. A decisão foi supostamente tomada em um esforço conjunto para diminuir a coroação; evitar que Henrique, Duque de Sussex, filho mais novo do rei e que se afastou dos compromissos com a monarquia, e André, Duque de Iorque, irmão mais novo do rei e que foi afastado de seus compromissos e teve seu estilo de Sua Alteza Real retirado por Isabel II por suas ligações com Jeffrey Epstein, não tenham um papel de destaque na cerimônia visto que não trabalham mais para a monarquia; e também levando em consideração que seus primos, Ricardo, Duque de Gloucester e Eduardo, Duque de Kent, estão em idade avançada e podem ocorrer problemas de mobilidade para se ajoelharem durante o juramento.
Como as relações entre o príncipe Henrique e a família real britânica estão distantes devido aos constantes ataques à monarquia britânica, espera-se que, embora Carlos e Camila convidem o casal para a coroação, o duque e a duquesa de Sussex não compareçam, citando outro motivo. A família teria ficado surpresa e magoada com o nível de detalhes que ele divulgou ao público sobre suas vidas, sendo relatado que houve discussões entre a família, incluindo Eduardo, Duque de Edimburgo e Ana, Princesa Real, e que “eles não querem que conversas particulares na coroação cheguem à edição em brochura de Spare”.

### Cerimonial
Joias da Coroa
No dia 23 de fevereiro de 2023, a agência Royal Collection Trust anunciou que a Coroa da Rainha Maria de Teck havia sido retirada do acervo da Torre de Londres para trabalhos de modificações antes da coroação de Carlos III. A coroa foi ornamentada com Diamantes Cullinan III, IV e V como uma homenagem à Rainha Isabel II que os utilizou em diversas ocasiões ao longo de seu reinado. A Coroa da Rainha-Mãe Isabel não foi usada para a coroação da consorte para evitar uma potencial tensão diplomática com a Índia, pois a peça contém a coroa contém o diamante Koh-i-Noor, que é reivindicado pelo país.
O código de vestimenta para Pares do Reino sem um papel destacado na cerimônia seria primeiramente traje executivo ou vestes cerimoniais parlamentares em detrimento dos trajes tradicionais de coroações anteriores. Esta regra foi alterada na semana anterior à coroação após críticas dos próprios pares, que foram enfim autorizados a usar trajes de coroação, mas não suas coroas.
A decoração da Abadia de Westminster contou ainda com dois pedaços de madeira doados pelo Papa Francisco. Segundo a Santa Sé, as peças teria sido da verdadeira cruz na qual Jesus foi crucificado. Um dos pedaços doados tem 1 centímetro, e o outro, 5 milímetros e ambos foram moldados numa gema de cristal que foi incorporada no centro de uma nova cruz processional de prata que liderou a procissão de coroação. O Palácio de Buckingham informou que a cruz seria compartilhada entre paróquias da Igreja de Inglaterra e paróquias católicas romanas no País de Gales.
Música
A cerimônia de coroação contou com música tradicional de cerimônias anteriores e também inédita, sendo que doze peças musicais foram compostas especialmente para o evento e intercaladas com obras tradicionais.  Há a previsão de lançamento de um álbum contendo toda a música utilizada no decorrer da cerimônia.
Seis das peças musicais encomendadas foram executadas pela orquestra antes do serviço, incluindo as de Judith Weir; Nigel Hess, Roderick Williams e Shirley J. Thompson; Iain Farrington; um canto coral de Sarah Class interpretado por Pretty Yende; e uma nova marcha triunfal de Patrick Doyle. Música de Karl Jenkins, Roxanna Panufnik e Tarik O'Regan também fez parte do evento, bem como uma composição em duas partes de Debbie Wiseman e o hino de coroação Make a Joyful Noise de Andrew Lloyd Webber, baseado no Salmo 98. Em homenagem aos 64 anos da investidura de Carlos III como Príncipe de Gales, o Kyrie eleison foi adaptado ao galês por Paul Mealor e interpretado por Bryn Terfel. Música ortodoxa grega foi incluída no serviço religioso em homenagem aos ancestrais paternos de Carlos III, especialmente em memória de seu pai Filipe, Duque de Edimburgo. Seis números musicais executados no serviço religioso foram arranjados por John Rutter.
Marcha da Coroação
A Marcha da Coroação é da autoria de Patrick Doyle, que disse ter acordado a meio da noite a ouvir trompetes e ter de imediato gravado a ideia no telemóvel. A peça, com a duração de quatro minutos, está dividida em quatro partes - "abertura heráldica arrojada, cerimonial e cheia de aparato" para uma marcha ritmada, de influência celta, o terceiro andamento é alegre e divertido e tem uma espécie de fogo-de-artifício" e "o movimento final é reflexivo, romântico e conduz a um final triunfante.
| Magnificat em D Maior (Bach)                    |
| Ehre sei dir, Gott, gesungen (Bach)             |
| Singet dem Herrn ein neues Lied (Bach)          |
| Ecce sacerdos magnus (Bruckner)                 |
| Alla breve em D Maior (Bach)                    |
| Brighter Visions Shine Afar (Weir)              |
| Júpiter, o mensageiro da alegria (Holst)        |
| Crossing the Stone (Jenkins)                    |
| Sacred Fire (Class)                             |
| Crown Imperial (Walton)                         |
| Fantasia on Greensleeves (Vaughan Williams)     |
| Be Thou My Vision ()                            |
| Voices of the World (Farrington)                |
| King Charles III Coronation March (Doyle)       |
| Trumpet Tune (Purcell)                          |
| A Chegada da Rainha de Sabá (Händel)            |
| Oh, had I Jubal's lyre (Händel)                 |
| Care selve (Händel)                             |
| Nimrod (Elgar)                                  |
| Flourish for an Occasion (Harris)               |
| Prelude on Rhosymedre (Vaughan Williams)        |
| Fanfare for the Arrival of Their Majesties      |
| I was glad (Parry)                              |
| Kyrie eleison (Mealor)                          |
| The Recognition (Robinson)                      |
| Prevent Us, O Lord (Byrd)                       |
| Gloria in excelsis Deo (Byrd)                   |
| Alleluia (O Clap Your Hands) (Wiseman)          |
| Alleluia (O Sing Praises) (Wiseman)             |
| Veni Creator Spiritus (Mauro)                   |
| Zadoque, o Sacerdote (Händel)                   |
| Dá ao Rei os Teus Juízos                        |
| Wiener Philharmoniker Fanfare (Strauss)         |
| O Lord, Grant the King a Long Life (Weelkes)    |
| Homage Fanfare (Robinson)                       |
| Confortare (Davies)                             |
| Make a Joyful Noise (Lloyd Webber)              |
| Christ Is Made The Sure Foundation (Purcell)    |
| Coronation Sanctus (Panufnik)                   |
| Coronation Agnus Dei (O'Regan)                  |
| Threefold Amen (Gibbons)                        |
| Praise, My Soul the King of Heaven (Goss)       |
| The King Shall Rejoice: Opening Chorus (Boyce)  |
| Coronation Te Deum (Walton)                     |
| God Save the King                               |
| Marcha No. 4 em D Maior (Elgar)                 |
| March from the Birds (Parry)                    |
| Chorale Fantasia on "The Old Hundredth" (Parry) |
| Earl of Oxford's March (Byrd)                   |

### Convidados

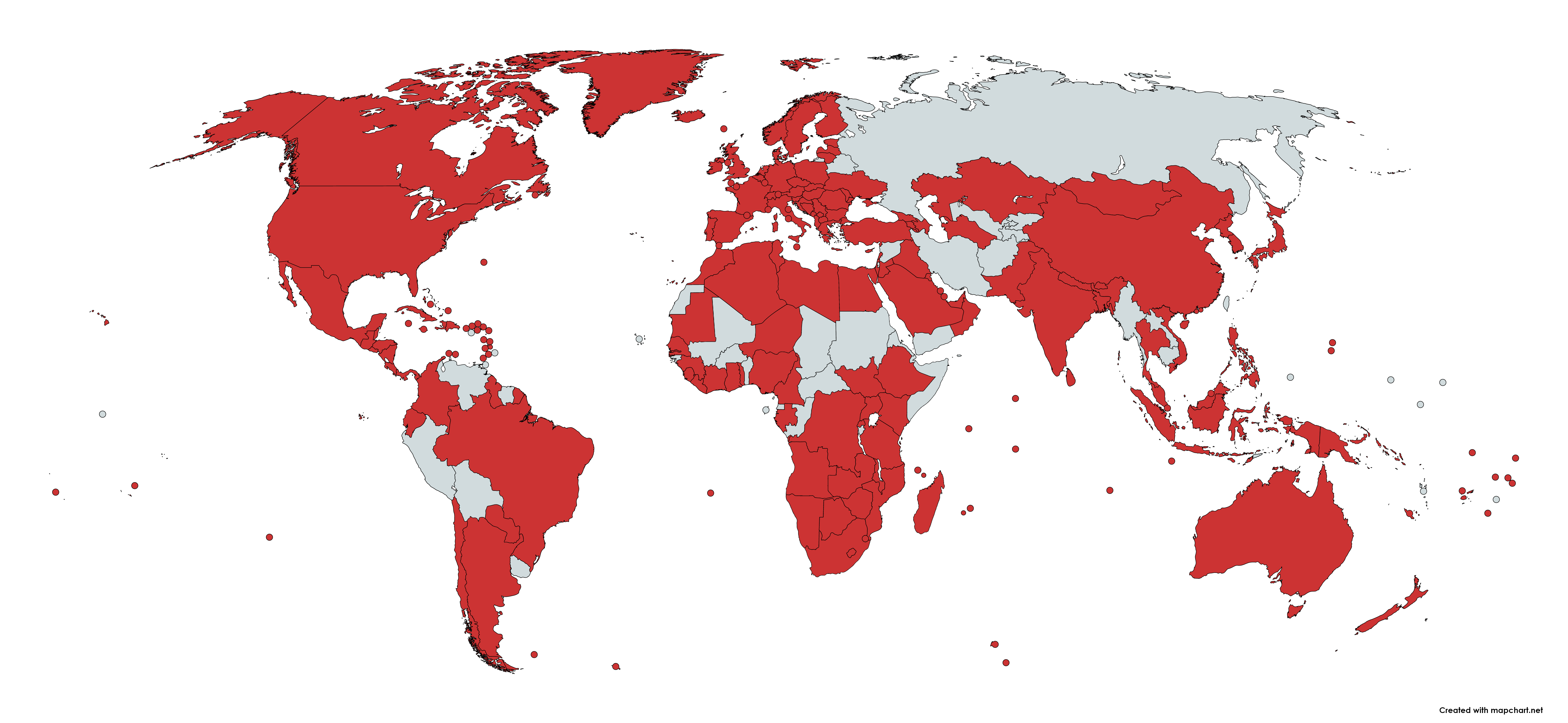
Países que tiveram representação oficial na coroação de Carlos III.

O governo britânico ficou responsável por definir a lista de convidados uma vez que a coroação é uma cerimônia de Estado financiada pelo governo. Cerca de 2.200 dignitários de 203 países foram oficialmente convidados para a coroação, incluindo membros da família real britânica, representantes da Igreja de Inglaterra e outras comunidades religiosas britânicas, ocupantes de cargos públicos proeminentes do país e da Commonwealth e chefes de Estado e membros da realeza estrangeiros. O número de convidados políticos britânicos foi reduzido significativamente desde a última coroação, quando basicamente todo o Parlamento do Reino Unido compareceu. Os convites foram estendidos a 850 representantes comunitários e de caridade, incluindo 450 recipientes da Medalha do Império Britânico e 400 membros da comunidade jovem, metade dos quais foram indicados pelo governo britânico. Os regulamentos de segurança na Abadia de Westminster restringiam o número de convidados, pois ao contrário de coroações anteriores, o templo não recebeu assentos temporários.

## Cerimônia de coroação

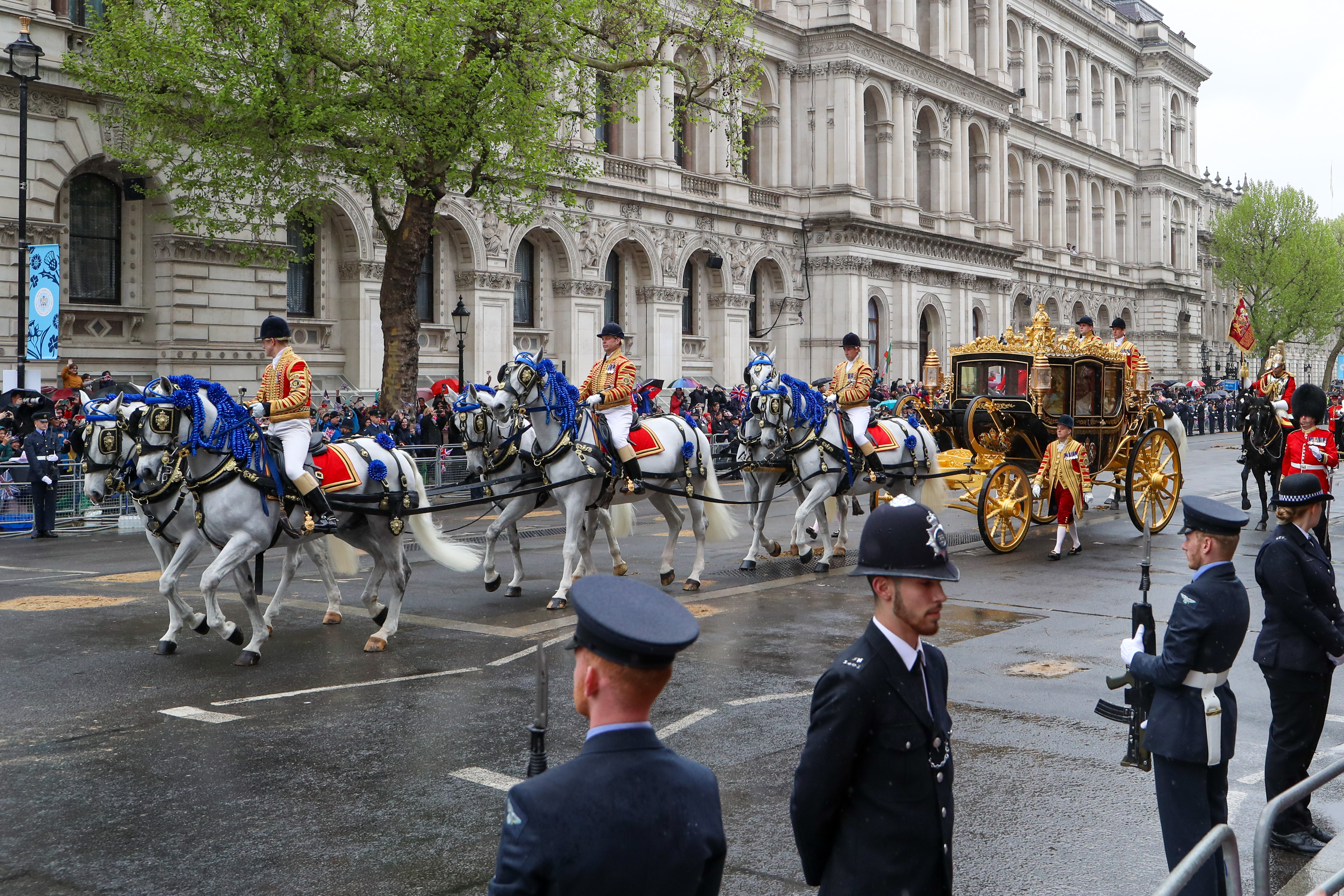
Carlos III e Camila são conduzidos em procissão solene a bordo da Diamond Jubilee State Coach pelas ruas de Whitehall.

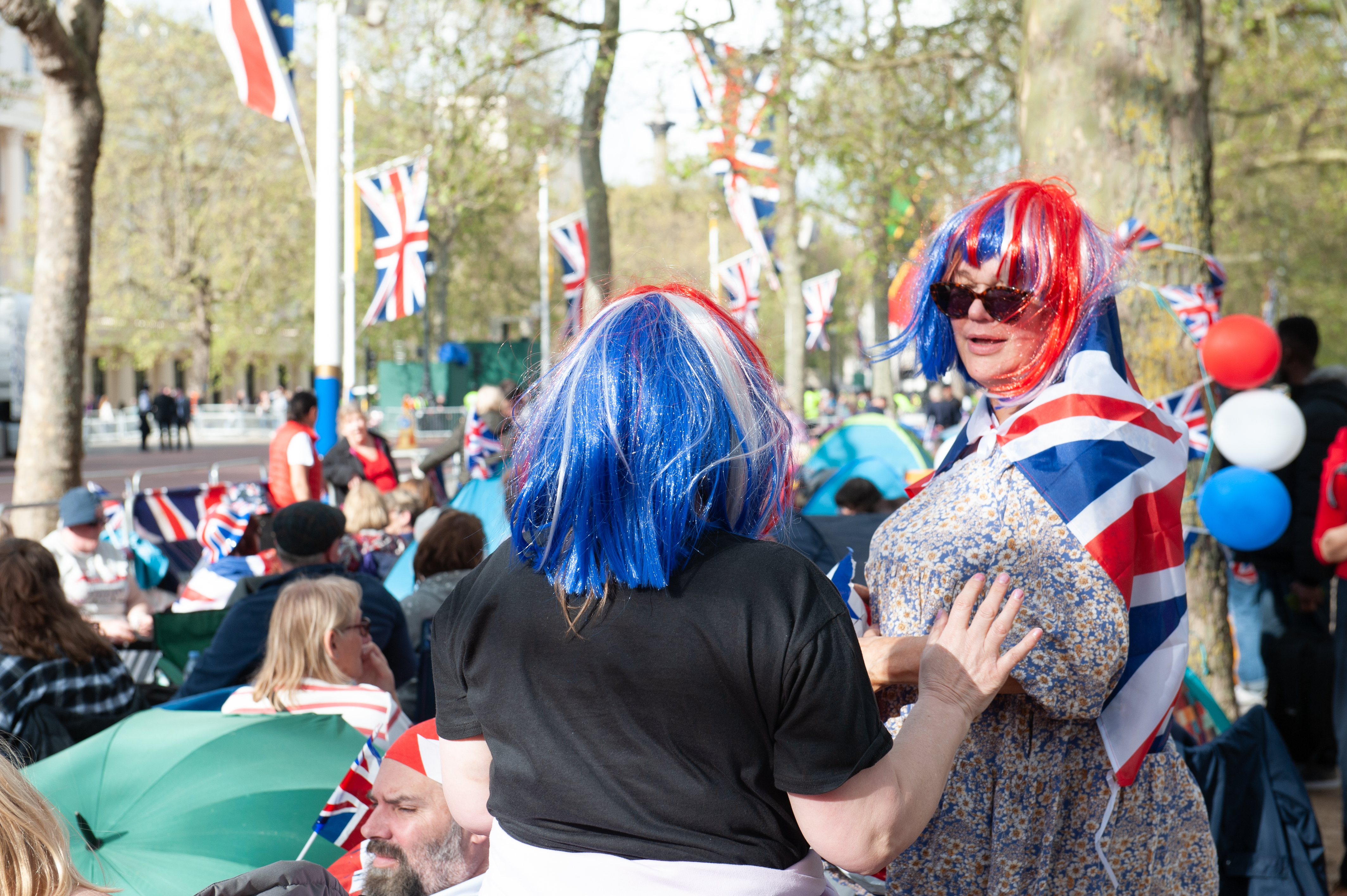
Público nas ruas de Londres aguardando a passagem da procissão real.

Os eventos do dia da coroação incluíram uma procissão solene partindo do Palácio de Buckingham em direção à Abadia de Westminster, o próprio serviço religioso de coroação, uma procissão de volta ao Palácio de Buckingham e uma aparição do Rei e da Rainha já coroados ao lado de demais membros da Família real britânica na sacada do palácio e um sobrevoo de um esquadrão da Força Aérea Real sobre a região central de Londres em saudação ao monarca.
O serviço de coroação anglicano continha vários elementos distintos, que foram estruturados em torno de um serviço cristão de Santa Ceia. Carlos III e Camila primeiro adentraram a Abadia pelo portal oeste e foram apresentado ao povo e reconhecidos como monarca e consorte, respectivamente. Em seguida, Carlos III fez um juramento de proteger a lei e a Igreja de Inglaterra e foi ungido com óleo sacro, trajado com as regalias de coroação e finalmente coroado com a Coroa de Santo Eduardo. Então, Carlos III foi entronizado e saudado pelo Arcebispo da Cantuária e pelo Príncipe de Gales acompanhado de um juramento de fidelidade de todos os presentes na cerimônia. Após a coroação do monarca, a consorte real Camila então foi ungida, coroada e entronizada num cerimonial relativamente mais singelo. No encerramento da cerimônia, o rei e a rainha já coroados receberam a Comunhão e deixaram a Abadia de Westminster.

### Procissão à abadia
No dia da coroação, Carlos III e Camila seguiram rumo à Abadia de Westminster em procissão pelas ruas centrais de Londres. O casal real deixou o Palácio de Buckingham às 10:20 da manhã do horário local e seguiram ao longo do The Mall, passaram por Whitehall e contornaram a Praça do Parlamento antes de chegar ao Grande Portal Oeste da Abadia de Westminster. O percurso representou uma distância de aproximadamente 2.2 quilômetros. Carlos III e Camila foram conduzidos na carruagem Diamond Jubilee State Coach puxada por seis cavalos Windsor Greys e foram acompanhados pelo Regimento Montado de Cavalaria Doméstica.

### Entrada na abadia
A procissão ao altar da Abadia de Westminster foi acompanhada por líderes e representantes de religiões não-cristãs, incluindo as Comunidades Bahá'í, Budismo, Hinduísmo, Jainismo, Judaísmo e Islamismo, entre outras. Estes foram seguidos em procissão por líderes de diferentes denominações cristãs, incluindo a Igreja de Inglaterra. No momento seguinte, as bandeiras dos Reinos da Commonwealth foram trazidas por representantes destes países, acompanhados por seus respectivos governadores-gerais e primeiros-ministros.

### Juramento
Antes de administrar o juramento, o Arcebispo da Cantuária reconheceu a existência de múltiplas fés e crenças no Reino Unido. Carlos III então fez o juramento de coroação, no qual jurou governar cada um de seus países de acordo com suas respectivas leis e costumes, administrar a lei e a justiça com misericórdia, defender o protestantismo no Reino Unido e proteger a Igreja de Inglaterra. Carlos III, então, assinou um formulário escrito do juramento antes de ajoelhar-se diante do altar e fazer uma oração particular.
O Arcebispo da Cantuária prosseguiu com a Comunhão e liderou a coleta enquanto a epístola e o evangelho foram lidos pelo Primeiro-ministro Rishi Sunak e pela Bispa de Londres Sarah Mullally, respectivamente. Em seguida, o Arcebispo da Cantuária emitiu um breve sermão.

### Unção

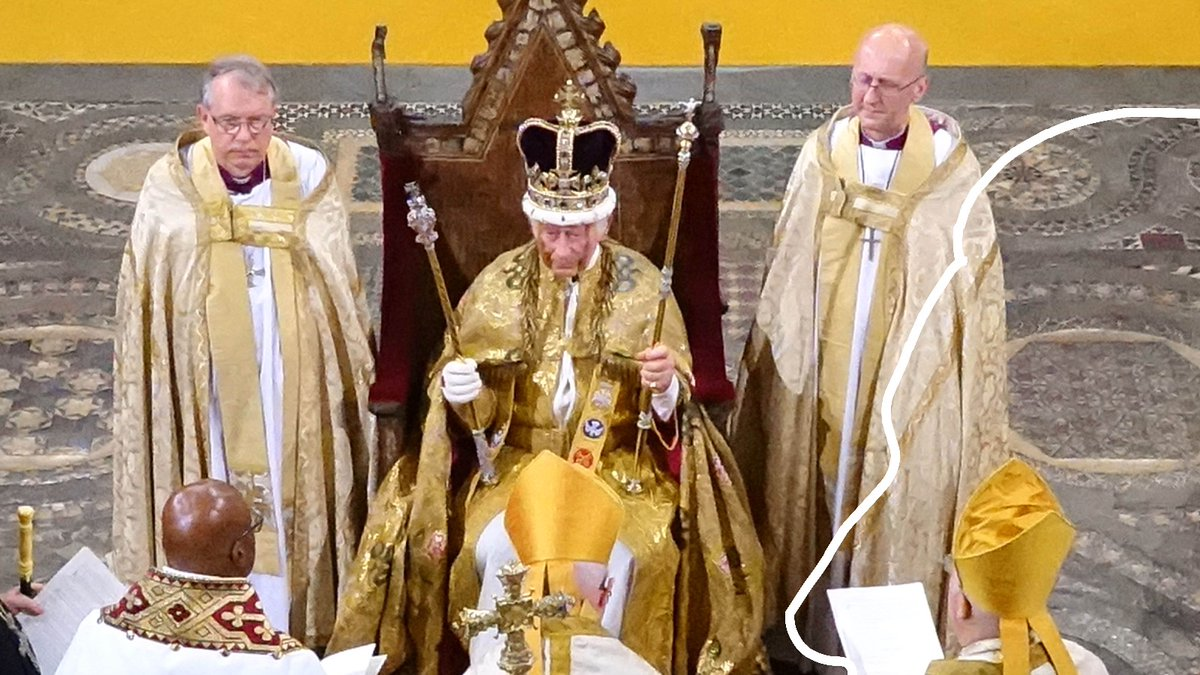
O Rei Carlos III instantes após receber a Coroa de Santo Eduardo, portando os cetros e sentado no Trono do Rei Eduardo.

Após a leitura do Evangelho e o sermão, Carlos III teve seu "manto de Estado" removido e foi posicionado na Cadeira da Coroação. Carlos III, então, foi ungido com óleo da tradicional ampola de coroação pelo Arcebispo de Cantuária que enfatizou o papel espiritual do soberano. Entretanto, este momento é considerado altamente sagrado dentro da doutrina anglicana e não é contemplado pelo público; tendo sido omitido da transmissão televisiva de 1953 e ocultado por uma tela especial sustentada por pajens na coroação de 2023.

### Investidura e coroação

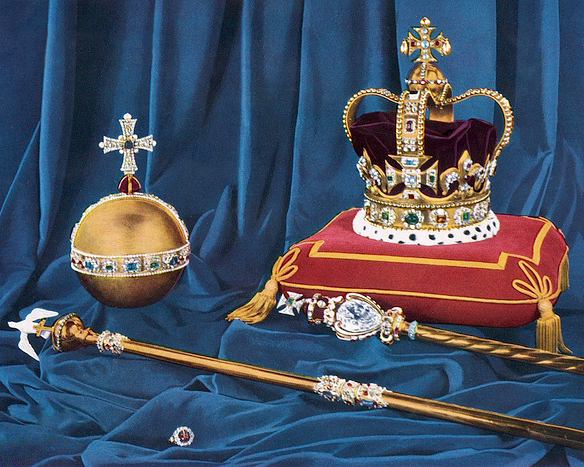
No ponto mais simbólico da cerimônia de coroação, Carlos III foi investido com peças das Joias da Coroa Britânica e recebeu a Coroa de Santo Eduardo.

Na parte seguinte da cerimônia, Carlos III recebeu diversos componentes das regalias de coroação. As esporas, braceletes, Espada de Estado e a Espada de Oferenda foram entregues ao monarca, que as tocou brevemente em sinal de aceitação. Neste momento, o coral da Abadia performou um cântico ortodoxo grego em memória de Filipe, Duque de Edimburgo, que nasceu príncipe da Família real grega. Em seguida, Carlos III recebeu a Estola e o Manto Reais e o Orbe do Soberano e foi presenteado com o Anel do Soberano, ao qual o monarca apenas tocou. Carlos foi, então, investido com a luva e os dois cetros cerimoniais que representam seu governo temporal e sua autoridade como Governador Supremo da Igreja da Inglaterra.
No ápice da cerimônia, Carlos III foi coroado pelo Arcebispo de Cantuária enquanto a congregação presente entoou o hino "God Save the King". Neste momento da coroação, os sinos da igreja da abadia soaram acompanhados de salvas de 21 canhões disparadas de 13 locais em todo o Reino Unido e de navios da Marinha Real e salvas de 62 canhões e uma salva de seis canhões disparadas da Torre de Londres e da sede da Horse Guards Parade.
Carlos III recebeu então uma bênção cristã lida pelo Arcebispo de Iorque, o Arcebispo Ortodoxo Grego de Tiatira e Grã-Bretanha, o Moderador das Igrejas Livres, o Secretário-geral da organização cristã ecumênica Igrejas Unidas de Inglaterra, o Cardeal Católico-Arcebispo de Westminster Vincent Nichols e o Arcebispo Cantuária.

### Coroação da consorte
Após a coroação de Carlos III, a Rainha Camila foi ungida publicamente, sendo esta a primeira unção de um consorte britânico realizada diante do público e televisionada. Em seguida, Camila recebeu o Anel da Rainha Consorte e foi coroada pelo Arcebispo de Cantuária com a Coroa da Rainha Maria. Este momento foi seguido pela entrada do Cetro de Rainha Consorte com Cruz e o Cetro de Rainha Consorte com Pomba (que, ao contrário de outras consortes britânicas, Camila optou por não portar durante a procissão final). Por fim, Camila foi conduzida ao seu próprio trono (o mesmo utilizado pela Rainha-mãe Isabel em 1937) ao lado de Carlos III.

### Comunhão e encerramento

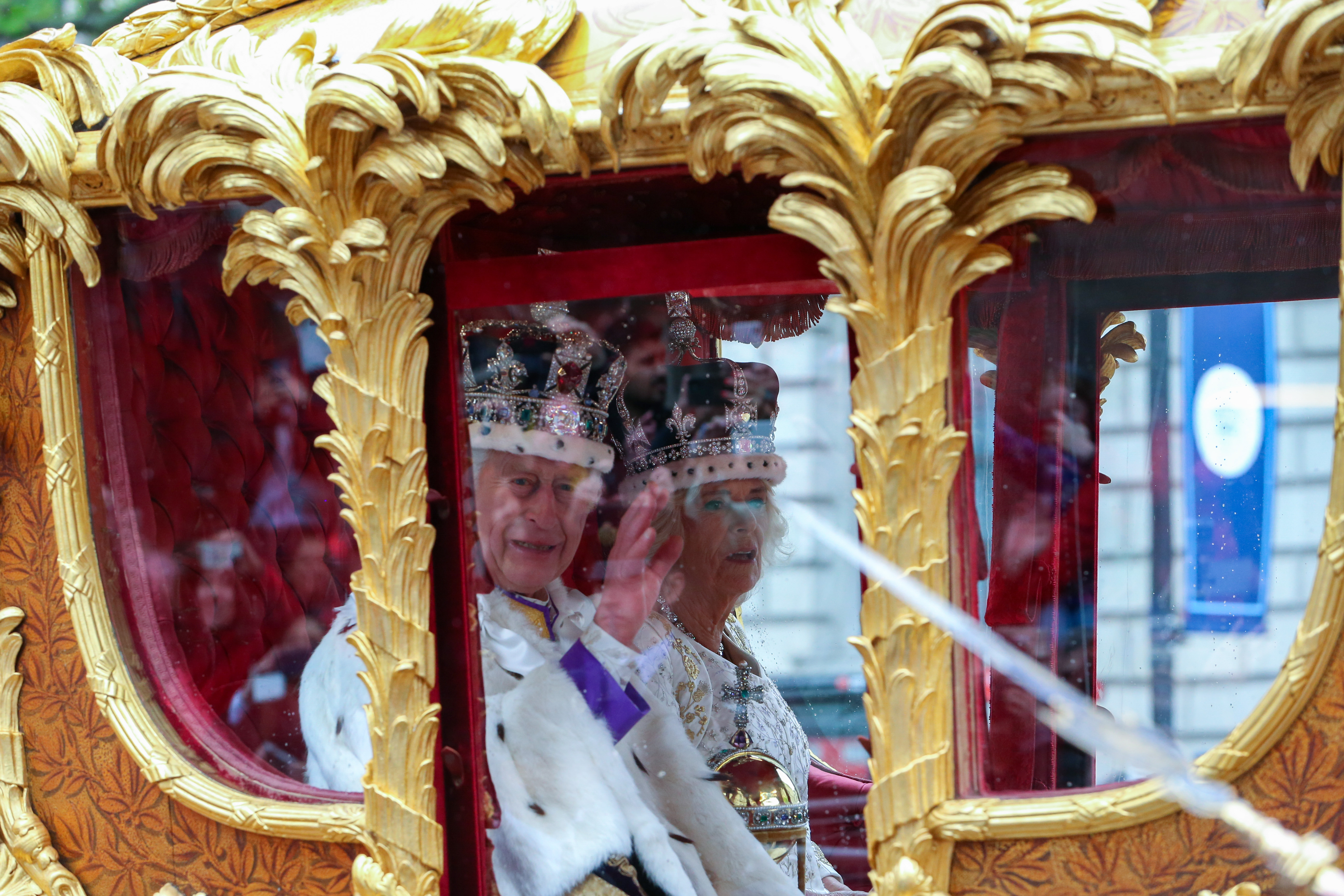
Carlos III e Camila, já coroados, a bordo da Gold State Coach durante a procissão final.

Seguiu-se o ofertório, durante o qual oferendas de pão e vinho foram trazidas perante Carlos III e receberam preces; a oração foi uma tradução da oração Liber Regalis, que data de cerca de 1382 e é uma das preces mais antigas para o cerimonial de coroação inglês. Carlos III e Camila, então, receberam a Sagrada Comunhão do Arcebispo de Cantuária e a congregação recitou o Pai Nosso antes de uma bênção final.
No encerramento da cerimônia, já coroado com a Coroa Imperial do Estado, Carlos III e Camila seguiram para o portal oeste da Abadia enquanto o hino nacional "God Save the King" era entoada pelo coral e pela congregação. No final da procissão de saída, Carlos III foi saudado por líderes e representantes de religiões não-cristãs, momento no qual Coroa Imperial do Estado foi temporariamente removida da cabeça do Rei e mantida pelo Joalheiro da Coroa (Crown Jeweller).

### Procissão ao Palácio de Buckingham

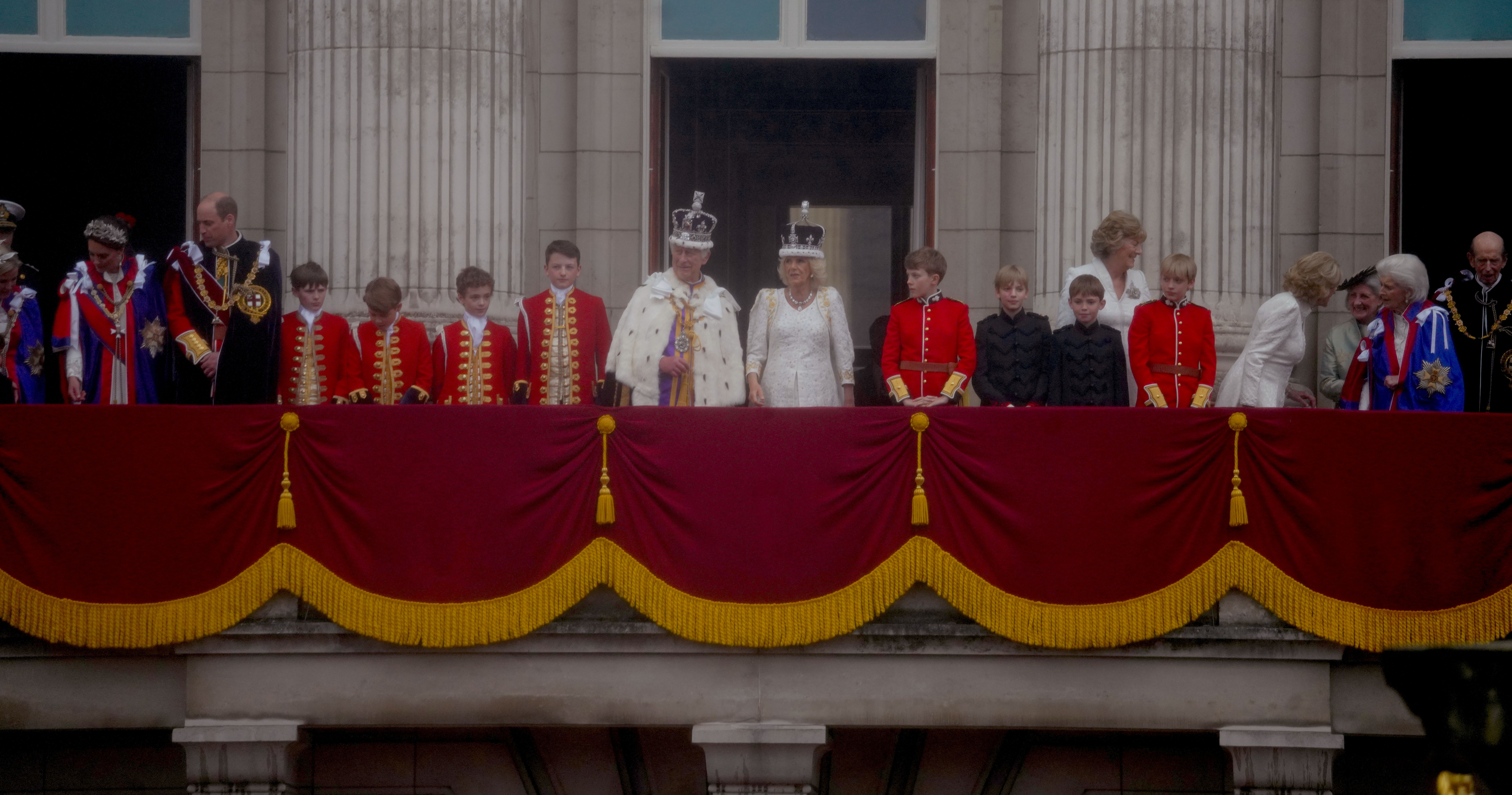
A Família real britânica cumprimento público na sacada do Palácio de Buckingham após a coroação. Da esquerda para a direita: a Princesa de Gales, o Príncipe de Gales, Príncipe Jorge, Carlos III, Rainha Camila e o Duque de Kent.

Após o cerimonial religioso na Abadia de Westminster, o casal real foi conduzido de volta ao Palácio de Buckingham em uma procissão solene de maior escala.  Carlos III, conduzido na carruagem Gold State Coach por oito cavalos da raça Windsor Grey, foi seguido em procissão por grupamentos das Forças Armadas Britânicas e demais membros da família real em seus respectivos veículos.
As Forças Armadas Britânicas e militares da Commonwealth e dos Territórios Ultramarinos Britânicos desempenharam um papel significativo na procissão final. Mais de 5.000 militares britânicos e 400 militares de pelo menos 35 outros países da Commonwealth fizeram parte das duas procissões. A Guarda do Soberano, a Real Polícia Montada do Canadá e os Watermen Reais também participaram da procissão enquanto a Legião Real Britânica formou uma guarda-de-honra na Praça do Parlamento. A Princesa Real - irmã do monarca - serviu de guarda-de-honra da carruagem.
Na chegada ao destino, Carlos III e Camila dirigiram-se ao Jardim do Palácio de Buckingham, onde foram saudados com salvas de canhões e com o hino nacional por um pelotão das Forças Armadas Britânicas. Em seguida, o casal real juntou-se a outros membros da Família real na sacada do palácio, onde cumprimentaram a multidão e contemplaram um sobrevoo da equipe acrobática Red Arrows.

## Controvérsias
A organização antimonarquista Republic anunciou planos de protesto antes da cerimônia.
Em outubro de 2022, houve especulações na imprensa britânica sobre se o diamante Koh-i-Noor, que atualmente está engastado na Coroa da Rainha Isabel, a Rainha Mãe, seria usado na coroação por Camila. O político indiano Rakesh Sinha afirmou que o uso da joia, adquirida como um presente do governo indiano para a rainha Vitória durante o período de domínio colonial do Império Britânico à Índia, simbolizaria o legado implacável do colonialismo e da exploração do país asiático. O Secretário de Relações Exteriores, James Cleverly, afirmou que era um assunto para os funcionários do Palácio de Buckingham decidirem. O diamante também é reivindicado pelo Paquistão, Bangladesh, Irã e Afeganistão.